# Oranje wimpel

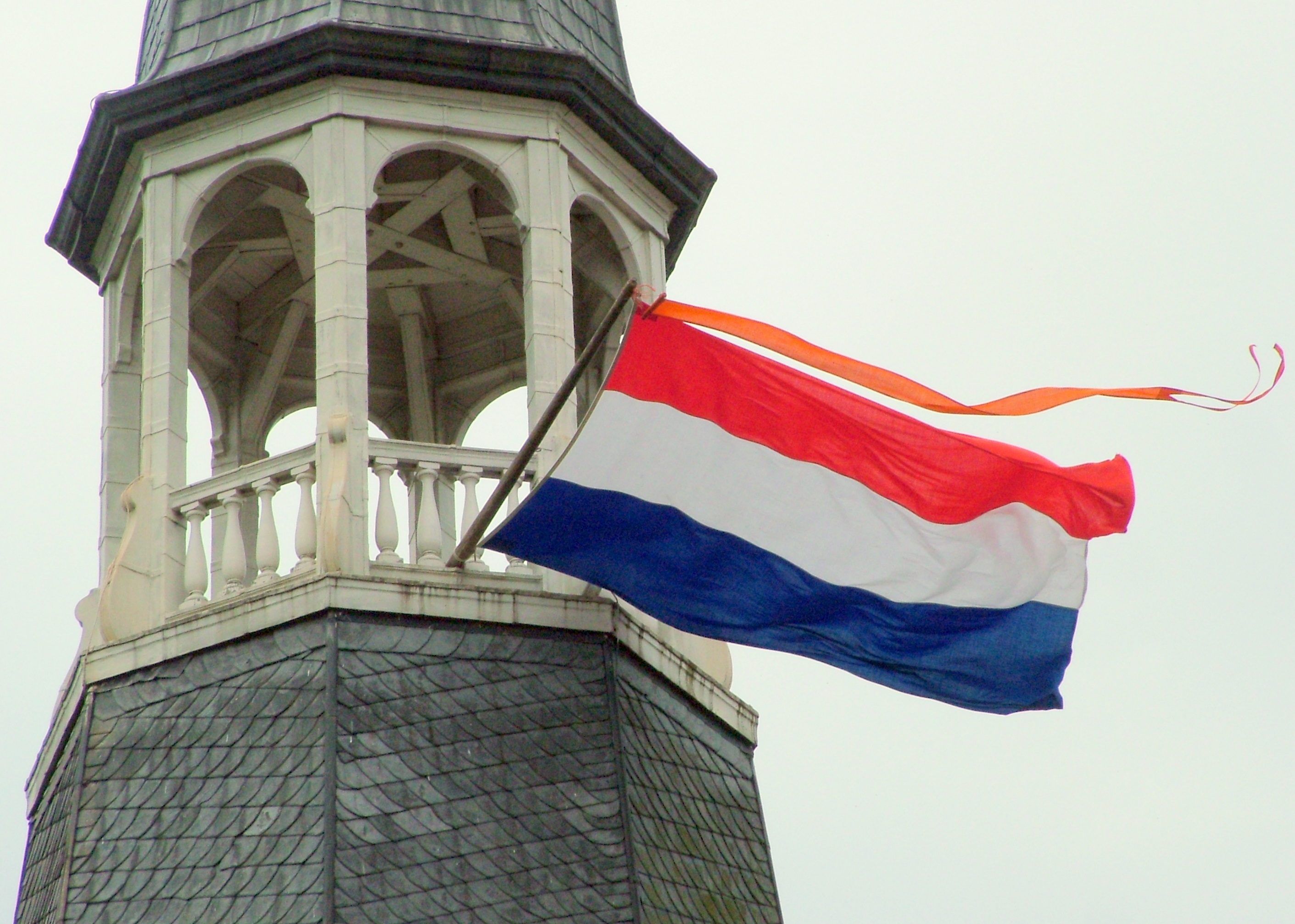
De kerktoren van de Oude Mauritiuskerk in Silvolde met de Nederlandse vlag en oranje wimpel tijdens Koninginnedag in 2008.

De oranje wimpel (ook oranjewimpel) is een oranjekleurige wimpel die in het Koninkrijk der Nederlanden met de vlag van Nederland wordt uitgestoken op Koningsdag en verjaardagen van leden van het Koninklijk Huis. Ook bij geboorte en huwelijk van leden van het Huis Oranje-Nassau kan een vlaginstructie gegeven worden om de oranje wimpel te voeren. Bij andere gelegenheden wordt op overheidsgebouwen de vlag zonder wimpel gehesen. Het gebruik van een wimpel bij een vlag komt wereldwijd verder niet voor. Het gebruik komt mede voort uit discussies of de bovenste strook van de Nederlandse vlag oranje dan wel rood diende te zijn.
De kleur oranje van de wimpel is in november 1958 vastgesteld in de standaard NEN-standaard 3203.